# Bis (groupe)
Pour les articles homonymes, voir Bis.
Bis est un groupe d'indie pop britannique, originaire de Glasgow, en Écosse. Il est initialement composé de trois musiciens : Sci-fi Steven (de son vrai nom Steven Clark), John Disco (de son vrai nom John Clark) et Manda Rin (Amanda MacKinnon), formé en 1994 et dissous en 2003. Leurs productions, entre electro et post-punk, sont successivement parues sur les labels Chemikal Underground (dirigé par les Delgados), Wiiija et SpinART.
Le quatrième album du groupe intitulé Data Panik Etcetera sort en avril 2014 à l'occasion du Record Store Day.

## Biographie

### Formation (1994–1999)
Sci-fi Steven (de son vrai nom Steven Clark), John Disco (de son vrai nom John Clark) et Manda Rin (Amanda MacKinnon) forment Bis à la fin 1994 alors que Rin et Disco ne sont encore qu'à l'école secondaire. Après la sortie de leurs premiers singles l'année suivante, ils participent au Top of the Pops sur la BBC Television en 1996 jouant Kandy Pop, issu de leur EP Secret Vampire Soundtrack avant sa sortie.
Bis publie un nombre d'EP, trois d'entre eux atteignent l'UK Singles Chart en 1996, suivis par plusieurs singles entre 1997 et 1999. Eurodisco, issu de leur deuxième album Social Dancing, devient un succès mineur en Australie et au Royaume-Uni.

### Succès (2000–2002)
Les deux premiers albums du groupe sont publiés au label de Glasgow, Chemikal Underground, dirigé par The Delgados avant leur transfert à Wiiija aux côtés de leurs collègues Cornershop. Aux États-Unis, leurs morceaux apparaissent au label underground K Records, et au label Grand Royal des Beastie Boys. Ils tournent intensément dans leur pays natal et outre-mer, avec un style musical inspiré de groupes comme Foo Fighters, Garbage, Luscious Jackson, Gary Numan, et Pavement.
Le groupe devient favori aux yeux notamment de Blur, John Peel et Green Day, malgré une critique hostile de Steven Wells au New Musical Express intitulée The Sinking of the Bis-Lark. Le groupe se popularise notamment pour avoir enregistré le générique de fin de la série d'animation Les Supers Nanas. Leur morceau Detour est aussi diffusé à la radio aux US.

### Séparation et futurs projets (2003–2009)
Le groupe se sépare en 2003, après un concert d'adieu au King Tut's Wah Wah Hut. Ils restent tous actifs dans la scène musicale. Steven et John Disco jouent au sein de Dirty Hospital et Rin devient DJ. Rin est aussi dans un groupe appelé The Kitchen, et Disco se joint au groupe de ska The Amphetameanies, qui comprend des membres de Belle and Sebastian, Franz Ferdinand, et Pink Kross.
En 2005, ils annoncent sur le site web officiel de Bis avoir formé ensemble un groupe appelé Data Panik, avec Stuart Memo à la basse et le batteur Graham Christie. Après deux singles, cependant, ce groupe se sépare. Bis contribue à un morceau du jeu Jet Set Radio Future appelé Statement of Intent. En 2005, Bis joue une forme animée du cartoon BB3B sur CBBC. En 2006, Rin travaille en solo. En 2007, elle s'associe au groupe electro-pop Juno!, et sur plusieurs singles, dont Smoke and Mirrors et These Boys Are Athletes". En août 2008, Rin sort le single solo DNA, puis son premier album solo, My DNA avec This Is Fake DIY en septembre 2008.

### Retour et nouvel album (2009–2016)
En novembre 2009, Rin annonce le retour du groupe pour le Primavera Festival en mai 2010, cette fois aux côtés d'un bassiste et batteur, Stuart Memo et Graham Christie, respectivement.
En février 2014, le groupe annonce un quatrième album, Data Panik Etcetera, le 15 mai chez Rough Trade Records. L'album est publié en streaming au NME le 28 avril. La même année, les trois premiers albums du groupe sont réédités en double CD deluxe par le label Do Yourself In. Ils annoncent aussi une tournée e ntête d'affiche pour le début 2015.

### Cinquième album (depuis 2017)
En octobre 2017, le groupe annonce un cinquième album, prévu pour la fin 2018.

## Membres
- Manda Rin - chant, claviers (1994-2003, 2007, depuis 2009)
- Sci-Fi Steven - chant, guitare, synthétiseur (1994-2003, 2007, depuis 2009)
- Disco John - chant, guitare, guitare basse (1994-2003, 2007, depuis 2009)
- Stuart Memo - basse (depuis 2009)
- Graham Christie - batterie (depuis 2009)

## Discographie

### Albums studio
- 1997 : The New Transistor Heroes
- 1999 : Social Dancing
- 2001 : Return To Central
- 2014 : Data Panik Etcetera

### Compilations
- 1997 : Icky-Poo Air Raid (Rock)
- 1998 : Intendo (Grand Royal)
- 2001 : I Love Bis (Micro Inc.)
- 2002 : Plastique Nouveau (spinART)
- 2007 : We Are Bis from Glasgow, Scotland (Cherry Red)
- 2014 : The Anthology - 20 Years of Antiseptic Poetry (Do Yourself In Records)

### EP
- 1995 : Transmissions on the Teen-C Tip! (Acuarela)
- 1995 : Disco Nation 45 (Chemikal Underground)
- 1996 : The Secret Vampire Soundtrack (Chemikal Underground) UK No. 25[11], SCO No. 16[12]
- 1996 : Bis vs. the D.I.Y. Corps (teen-c recordings) UK No. 45[11], SCO No. 47[13]
- 1996 : Atom-Powered Action! (Wiiija) UK No. 54[11], SCO No. 29[14]
- 1996 : This Is Teen-C Power! (Grand Royal)
- 1998 : Techno Disco Lovers (V2 & PIAS)
- 2000 : Music for a Stranger World (Wiiija, Lookout! & V2)
- 2001 : fukd ID No. 5 (2001, Chemikal Underground)
- 2001 : Fact 2002 (Optimo Singles Club and Other Related Recordings)
- 2002 : Plastique 33 (spinART)
- 2014 : Mechanical Love (Do Yourself In Records)
- 2017 : You Wrecked My Christmas (Last Night From Glasgow, Snowflake)